# Супачай Комсілп
Супачай Комсілп (тай. ศุภชัย คมศิลป์, нар. 18 лютого 1980, Сураттхані) — таїландський футболіст, який грав на позиції захисника. Відомий за виступами у складі клубу «Бангкок Глесс», а також у складі національної збірної Таїланду, у складі якої брав участь у Кубку Азії з футболу 2004 року. Після завершення виступів на футбольних полях — таїландський футбольний тренер.

## Клубна кар'єра
Супачай Комсілп розпочав виступи в професійному футболі в складі клубу «Крунг Тай Банк» у 2003 році. Після викупу прав на клуб іншим клубом «Бангкок Глесс» продовжив виступи в новій команді, де грав до 2012 року, а в 2010 році став володарем Кубка Таїланду. У 2013 році футболіст грав у складі клубу «Чіанграй Юнайтед», наступного року повернувся до складу клубу «Бангкок Глесс», у якому грав до закінчення виступів на футбольних полях у 2017 році.

## Виступи за збірні
У 2004 році Супачай Комсілп викликався до складу національної збірної Таїланду для участі у фінальному турнірі Кубка Азії з футболу 2004 року, проте на турнірі на поле не виходив. Дебютував Супачай у складі національної збірної лише в 2011 році, грав у її складі до 2013 року. У складі збірної загалом зіграв 10 матчів, у яких забитими м'ячами не відзначився.

## Тренерська кар'єра
З 2018 до 2022 року Супачай Комсілп входив до тренерського штабу свого колишнього клубу «Бангкок Глесс». У 2022 році колишній футболіст нетривалий час очолював клуб «Райпрача», після чого став асистентом головного тренера клубу «Чіангмай». У 2023 році Супачай перейшов на роботу асистентом головного тренера клубу «Патум Юнайтед», і за короткий час став виконувачем обов'язків головного тренера клубу. Утім уже в цьому році він став головним тренером клубу «Чантхабурі».

## Досягнення
- Володар Кубка Таїланду: 2010
- Володар Кубка Сінгапуру: 2014